# Čínská kinematografie
Čínská kinematografie je kvůli prudkým změnám vládnoucích režimů v Číně ve 20. století velmi různorodou množinou filmů. Dělí se obvykle do 6 generací, tří předválečných a tří poválečných.

## 1. polovina 20. století
První dlouhohrající animovaný film vyrobený v Číně a zároveň v celé Asii je Princezna Železný Vějíř (1941).

## Čtvrtá generace
Filmaři, kteří začali svoje kariéry po komunistické revoluci v roce 1949, museli tvořit filmy oslavující komunistické uspořádání společnosti. Čelním filmařem éry byl Xie Jin.
Během kulturní revoluce v 70. letech se namísto běžných hraných filmů točily pouze vysoce schematické propagandistické filmy vycházející z opery a baletu.

## Pátá generace
Pekingská filmová akademie byla znovuotevřena roku 1978. Její noví absolventi se obvykle rozhodli nepřijmout automaticky nabízené smlouvy studií ve velkých městech a odcházeli na venkov, tvůrčími způsoby zachycovat dosud okrajová témata. Právě v 80. letech se díky dílům filmařů páté generace stává čínský film známým a některými kritiky obdivovaným v zahraničí. K představitelům této dekády patří Wu Tchien-ming a Chuang Ťien-sin.

## Šestá generace
Po masakru demonstrantů na Náměstí Nebeského klidu v roce 1989 a konci Pekingského jara bylo pro filmaře ještě obtížnější věnovat se tématům nepreferovaným vládou. Někteří tvůrci šesté generace, jako je Čang Jüan toto řeší doslova domáckou výrobou filmů. Jiní, jako Čchen Kchaj-ke nebo Čang I-mou natáčejí s pomocí zahraničních dotací.